# Ivo Watts-Russell
Ivo Watts-Russell (Oundle, 8 settembre 1954) è un produttore discografico e musicista britannico, noto per aver fondato l'etichetta indipendente 4AD.

## Biografia
Dipendente del negozio di dischi della Beggars Banquet Records, Watts-Russell, verso la fine del 1979, assieme al collega Peter Kent, fondò la Axis Records, un'etichetta discografica indipendente finanziata dalla stessa Beggars Banquet che, dopo alcuni singoli, nei primi mesi del 1980, cambiò nome in 4AD. Verso la fine del 1999, dopo aver venduto l'etichetta ai suoi finanziatori iniziali, Watts-Russell ha iniziato a lavorare nel campo dell'arte e dell'editoria fotografica.
Come musicista e compositore, nel 1983, diede vita ai This Mortal Coil, un progetto che raccoglie vari membri di altre band, la maggior parte delle quali sotto contratto con la 4AD. Nel 1998 ha creato un nuovo supergruppo chiamato The Hope Blister. In veste di produttore ha invece lavorato in diversi album, tra i quali spicca il debutto dei Cocteau Twins, intitolato Garlands e uscito nel 1982.

## Discografia

### Album con This Mortal Coil
- 1984 - It'll End in Tears (4AD/Warner)
- 1986 - Filigree & Shadow (4AD)
- 1991 - Blood (4AD)

### Album con The Hope Blister
- 1998 - ...Smile's OK (Mammoth Records)
- 1999 - Underarms (4AD)
- 1998 - Underarms And Sideways (4AD)